# 村上仁史
村上 仁史（むらかみ ひとし）は日本の俳優・タレント。1983年6月1日生まれ。身長171cm・体重58kg・AB型・双子座。茨城県水戸市出身。

## 来歴
早稲田大学第二文学部中退。2006年、22歳の時に第46期文学座演劇研究所に入所。特技は時代殺陣。大の競馬ファンで、時間さえあれば競馬場まで観戦に行く。オグリキャップのファン。『男はつらいよ』シリーズのファンで、全作全て4〜5回は見た。

## 出演

### 映画
- ツジキリヒト(2009)
- 祖谷物語(2013)（公式サイト）